# The Band's Visit
The Band's Visit est une comédie musicale avec musiques et paroles de David Yazbek et un livret d'Itamar Moses, basé sur le film israélien La Visite de la fanfare (2007). La comédie musicale a été inaugurée à Broadway au théâtre Ethel Barrymore en novembre 2017, après sa première off-Broadway à l'Atlantic Theater Company en décembre 2016.
The Band's Visit a été saluée par la critique. Sa production off-Broadway a remporté plusieurs prix majeurs, dont le Obie Award for Musical Theatre 2017, ainsi que le New York Drama Critics Circle Award de la meilleure comédie musicale. Lors de la 72e cérémonie des Tony Awards, il a été nommé pour 11 prix et en a remporté 10, dont celui de la meilleure comédie musicale. The Band's Visit est l'une des quatre comédies musicales de l'histoire de Broadway à remporter les Tony Awards officieux "Big Six", qui comprennent la meilleure comédie musicale, le meilleur livret , la meilleure partition originale, le meilleur acteur dans une comédie musicale, la meilleure actrice dans une comédie musicale et la meilleure mise en scène. Il a remporté le Grammy Award 2019 pour le meilleur album de comédie musicale.

## Productions
| Production        | Lieu                              | Première         | Inauguration    | Dernière       | Notes |
| ----------------- | --------------------------------- | ---------------- | --------------- | -------------- | --- |
| Off-Broadway      | Atlantic Theater Company          | 11 novembre 2016 | 8 décembre 2016 | 8 janvier 2017 | Première production                                                                                         |
| Broadway          | Théâtre Ethel Barrymore           | 7 octobre 2017   | 9 novembre 2017 | 7 avril 2019   | |
| Tournée nationale | Providence Performing Arts Center | n/a              | 25 juin 2019    | Open-ended     | |
| Manille           | Carlos P. Romulo Auditorium       | 10 mars 2020     | 13 mars 2020    | n/a            | Première production internationale; fermé pendant les avant-premières en raison de la pandémie de Covid-19. |

La production originale créée en avant première Off-Broadway à l'Atlantic Theater Company le 11 novembre 2016, a eu son ouverture officielle le 8 décembre 2016 et s'est terminée le 8 janvier 2017. La comédie musicale a été développée et produite avec le soutien du National Endowment for the Arts, la Laurents / Hatcher Foundation et le National Alliance for Musical Theatre's National Fund for New Musicals. Harold Prince devait mettre en scène, mais s'est retiré en raison de conflits d'horaires. Il a été remplacé par David Cromer, avec les chorégraphies de Patrick McCollum, Lee Sher, Tony Shalhoub, Katrina Lenk et John Cariani,,,.
La comédie musicale a commencé les aperçus sur Broadway le 7 octobre 2017, au théâtre Ethel Barrymore avant une ouverture officielle le 9 novembre 2017,,.
Le 10 septembre 2018, les producteurs ont annoncé avoir récupéré son coût de capitalisation de 8,75 millions de dollars,.
La production de Broadway s'est terminée le 7 avril 2019 après 589 représentations régulières et 36 avant-premières,.
La comédie musicale a commencé sa première tournée nationale au Providence Performing Arts Center à Providence, Rhode Island, le 25 juin 2019. La tournée comporte 27 arrêts à travers l'Amérique du Nord.
La comédie musicale a eu sa première internationale à Manille, aux Philippines, avec une représentation en avant-première le 10 mars 2020 à l'auditorium Carlos P. Romulo. Le spectacle devait avoir son ouverture complète le 13 mars 2020, mais il a été annulé en raison de la pandémie de Covid-19. Le spectacle met en vedette Menchu Lauchengco-Yulo, Rody Vera, Nino Alejandro, Reb Atadero, Steven Conde, Maronne Cruz, Rhenwyn Gabalonzo, Jep Go, Leanne Mamonong, Jill Peña, Bibo Reyes, Dean Rosen et Floyd Tena,.

## Synopsis
En 1996, l'Orchestre Cérémonial de la Police d'Alexandrie, tout juste arrivé en Israël, attend à la gare routière centrale de Tel Aviv. Ils s'attendent à être accueillis par un représentant d'une organisation culturelle arabe locale, mais personne ne se présente. Le chef du groupe, le colonel Tewfiq Zakaria, décide finalement que le groupe prendra le bus et demande au jeune officier aventureux, Haled, d'acheter les billets de bus du groupe. À la billetterie, Haled demande au greffier un billet pour la ville de Petah Tikva, mais à cause de son accent égyptien, elle le comprend mal et lui vend des billets pour la ville isolée du désert de "Bet Hatikva".
La scène se déplace vers Bet Hatikva, où les habitants déplorent la vie ennuyeuse et monotone qu'ils mènent dans le désert ("Waiting"). Quand le groupe arrive à Bet Hatikva, ils approchent deux employés du café, Papi et Itzik, pour demander des directions au centre culturel arabe pour leur représentation le lendemain. Ne sachant pas qui sont ces hommes et ce qu'ils demandent, ils trouvent la propriétaire du café, une femme charismatique nommée Dina. Tewfiq demande à nouveau des indications pour le centre culturel avant que Dina ne se rende compte qu'ils pensent que c'est Petah Tikvah, et explique que ce n'est pas le bon endroit, et qu'ils ont dû prendre le mauvais bus ("Welcome to Nowhere"). Dina dit au groupe que le prochain bus n'arrive que le lendemain. L'un des membres du groupe cherche un téléphone pour contacter l'ambassade égyptienne, mais Dina lui dit que le seul téléphone public de la ville est gardé, tous les soirs, par un homme qui attend avec obsession que sa copine l'appelle, même si cela fait des mois. Dina offre au groupe un repas et un endroit pour passer la nuit, et Tewfiq accepte à contrecœur. Dans sa cuisine, Tewfiq lui pose des questions sur ses origines, et elle raconte comment elle s'est mariée une fois, et rien dans la vraie vie ne s'est passé comme elle l'avait pensé de manière idéaliste et naïve ("C'est ce que c'est"). Elle demande la même chose à Tewfiq et il parle d'une femme et d'un fils en Égypte. et rien dans la vraie vie ne se passa comme elle l'avait pensé de manière idéaliste et naïve ("It Is What It Is"). Elle demande la même chose à Tewfiq et il parle d'une femme et d'un fils en Égypte. et rien dans la vraie vie ne se passa comme elle l'avait pensé de manière idéaliste et naïve ("It Is What It Is"). Elle demande la même chose à Tewfiq et il parle d'une femme et d'un fils en Égypte.
Pendant ce temps, Itzik permet au membre du groupe Simon de rester avec lui, sa femme, leur bébé et son beau-père, Avrum. Pendant le dîner, Simon demande ce qui est arrivé à la femme d'Avrum, et Avrum dit qu'elle est décédée. Quand Simon demande quand elle est morte, il est réduit au silence; Avrum dit qu'il est sain pour lui d'en parler. Il raconte comment il a rencontré sa femme il y a de nombreuses années dans un club et se souvient à quel point la musique a été le fondement de toute leur relation. Itzik et Simon sont touchés par l'histoire, mais la femme d'Itzik continue de manger en silence, évitant toute interaction pendant le repas ("The Beat of Your Heart").
Ce soir-là, tout le monde prévoit de sortir. Papi est invité à un double rendez-vous avec son béguin, mais souffre d'anxiété à l'idée de sortir avec elle. Dina propose de montrer à Tewfiq Bet Hatikva, ce qu'il hésite encore une fois à accepter. Au dîner, Dina demande à Tewfiq quel style de musique joue son groupe. Après avoir affirmé qu'ils s'en tenaient à la musique arabe traditionnelle, elle mentionne comment, enfant, elle écoutait de la musique sur des stations de radio égyptiennes, comme Umm Kulthum, et des films mettant en vedette Omar Sharif. Tewfiq cite l'un des films en question et ils se lient sur les souvenirs partagés ("Omar Sharif").
Sur la patinoire à roulettes, Haled regarde de loin alors que Papi continue d'ignorer son béguin et patine maladroitement. Après que Papi ait désamorcé une brève altercation entre Haled et l'un des gardes de la patinoire, Papi explique ses angoisses romantiques à Haled ("Papi Hears the Ocean"). Après avoir accidentellement fait glisser son béguin sur ses patins et tomber, Papi est à nouveau pétrifié. Haled aide à renforcer la confiance de Papi, ce qui conduit Papi et son béguin finalement à s'embrasser ("Haled's Song About Love").
Après leur dîner, Dina emmène Tewfiq au "Park", qui n'est qu'un banc au milieu de Bet Hatikva. Elle lui demande ce que c'est que d'avoir un orchestre et de jouer de la musique pour les gens. Il bégaye au début, mais après qu'elle lui a demandé de chanter, il commence à lui montrer ce que c'est que d'être un chef d'orchestre en lui permettant d'imiter ses mouvements de bras pendant qu'il chante ("Itgara'a"). Bien qu'elle ne comprenne pas ses paroles en arabe, elle reste fascinée par lui et se demande si sa visite à Bet Hatikva lui était destinée par le destin ("Something Different").
Itzik chante son fils endormi ("Itzik's Lullaby"), mais frustré par son manque d'ambition dans la vie, sa femme s'en va. Simon est d'abord inquiet, mais Itzik lui dit que cela arrive souvent et qu'elle revient toujours. Bientôt, elle le fait, et leur fils se met à pleurer. Simon est capable d'apaiser l'enfant en jouant son concerto original sur sa clarinette. Itzik et sa femme se réconcilient, et Simon dit au revoir à Avrum avant de se coucher.
Dina demande enfin plus sur la vie de Tewfiq. Lorsqu'elle aborde le sujet de son fils, il révèle que lui et son fils ne se sont jamais vraiment entendus, ce qui a dérangé Tewfiq à ce jour et était la raison probable du suicide de son fils. Il raconte également comment sa femme a mis fin à sa vie en raison du chagrin. Maintenant visiblement désemparé, Tewfiq résiste aux avances romantiques de Dina alors que Haled arrive avec la nouvelle que le bus sera là le matin pour les emmener à Petah Tikvah. Tewfiq commence à quitter la pièce, bouleversé, tandis que Dina rappelle solennellement le sens de leur relation ("Something Different (Reprise)"). Une fois que Tewfiq est parti, Haled complimente ses yeux en plaisantant et elle l'embrasse avec force.
Affolé, le «gars du téléphone» remet en question son dévouement à son être cher alors qu'il continue d'attendre près du téléphone public. Lui et les citoyens de Bet Hatikva aspirent à la présence d'un sens dans leur vie alors qu'ils anticipent le retour à la normale ("Answer Me"). Soudainement, alors que le «gars du téléphone» abandonne tout espoir, le téléphone sonne et il parle à sa petite amie pour la première fois depuis des mois.
Le lendemain matin, le groupe se rassemble au café de Dina avant de se préparer à monter dans le prochain bus. Alors qu'ils commencent à monter à bord, Dina tend à Tewfiq un morceau de papier avec "Petah Tikvah" dessus pour s'assurer qu'il n'oublie pas.
Plus tard dans la journée, le groupe se rend au centre culturel arabe de Petah Tikvah. Une fois à leur place, Tewfiq commence à diriger, et la scène passe au noir.
En plus de nombreux ajustements de script, les arrangements musicaux de plusieurs chansons ont été mis à jour pour la production de Broadway. "Itzik's Lullaby", par exemple, est passée d'une pièce solo à un duo partiel avec Camal chantant en arabe.

## Numéros musicaux
Basé sur la tracklist de l'enregistrement du casting sorti le 15 décembre 2017.
- "Overture" – Le groupe
- "Waiting" – Les habitants de Hatikva
- "Welcome to Nowhere" – Dina, Itzik, Papi
- "It Is What It Is" – Dina
- "Beat Of Your Heart" – Avrum, Itzik, Simon, Camal
- "Soraya" – Le groupe (ajouté pour Broadway, remplaçant "Aziza")
- "Omar Sharif" – Dina
- "Haj-Butrus" – Le groupe
- "Papi Hears the Ocean" – Papi
- "Haled's Song About Love" – Haled, Papi
- "The Park" (Dialogue Track) – Dina, Tewfiq
- "Itgara'a" – Tewfiq
- "Something Different" – Dina, Tewfiq
- "Itzik's Lullaby" – Itzik and Camal (Camal ajouté pour Broadway)
- "Something Different" (Reprise) – Dina
- "Answer Me" – Le gars du téléphone et la troupe
- "The Concert" – Le groupe

De plus, la reprise de Sunny par Boney M. est entendue dans la scène patinoire à roulette et My Funny Valentine de Rodgers et Hart est interprété par Haled à la trompette dans le style de Chet Baker.

## Personnages et distribution originale
| Personnage     | Off Broadway (2016)  | Broadway (2017) | Tournée US (2019) |                 |
| -------------- | -------------------- | --------------- | ----------------- | --------------- |
| Dina           | Katrina Lenk         | Katrina Lenk    | Chilina Kennedy   | Chilina Kennedy |
| Tewfiq Zakaria | Tony Shalhoub        | Tony Shalhoub   | Sasson Gabai      | Sasson Gabai    |
| Itzik          | John Cariani         | John Cariani    | Pomme Koch        | Pomme Koch      |
| Haled          | Ari'el Stachel       | Ari'el Stachel  | Joe Joseph        | Joe Joseph      |
| Camal          | George Abud          | George Abud     | Ronnie Malley     | Ronnie Malley   |
| Papi           | Daniel David Stewart | Etai Benson     | Adam Gabai        | Adam Gabai      |
| Telephone Guy  | Erik Liberman        | Adam Kantor     | Mike Cefalo       | Mike Cefalo     |
| Zelger         | Bill Army            | Bill Army       | Or Schraiber      | Or Schraiber    |
| Avrum          | Andrew Polk          | Andrew Polk     | David Studwell    | David Studwell  |
| Julia          | Rachel Prather       | Rachel Prather  | Sarah Kapner      | Sarah Kapner    |
| Sammy          | Jonathan Raviv       | Jonathan Raviv  | Marc Ginsburg     | Marc Ginsburg   |
| Anna           | Sharone Sayegh       | Sharone Sayegh  | Jennifer Apple    | Jennifer Apple  |
| Iris           | Kristen Sieh         | Kristen Sieh    | Kendal Hartse     | Kendal Hartse   |
| Simon          | Alok Tewari          | Alok Tewari     | James Rana        | James Rana      |

### Remplacements
- Sasson Gabai, qui a créé le rôle de Tewfiq dans le film, a repris son rôle dans l'adaptation scénique à partir du 26 juin 2018[20].
- Brandon Uranowitz a remplacé John Cariani comme Itzik le 9 octobre 2018[21].
- Janet Dacal a remplacé Chilina Kennedy lors de la tournée nationale à partir du 3 janvier 2020.

## Récompenses et nominations

### Production originale off-Broadway
| Année                               | Récompense                                               | Catégorie                                                  | Nommé      | Résultat |
| ----------------------------------- | -------------------------------------------------------- | ---------------------------------------------------------- | ---------- | -------- |
| 2017                                |                                                          |                                                            |            |          |
| Drama Desk Awards,                  | Outstanding Book of a Musical                            | Itamar Moses                                               | Nomination |          |
| Drama Desk Awards,                  | Outstanding Director of a Musical                        | David Cromer                                               | Lauréat    |          |
| Drama Desk Awards,                  | Outstanding Featured Actor in a Musical                  | Ari'el Stachel                                             | Nomination |          |
| Drama Desk Awards,                  | Outstanding Lyrics                                       | David Yazbek                                               | Lauréat    |          |
| Drama Desk Awards,                  | Outstanding Music                                        | David Yazbek                                               | Lauréat    |          |
| Drama Desk Awards,                  | Outstanding Musical                                      | Outstanding Musical                                        | Nomination |          |
| Drama Desk Awards,                  | Outstanding Orchestrations                               | Jamshied Sharifi                                           | Nomination |          |
| Lucille Lortel Awards               | Outstanding Lead Actress in a Musical                    | Katrina Lenk                                               | Lauréat    |          |
| Lucille Lortel Awards               | Outstanding Costume Design                               | Sarah Laux                                                 | Nomination |          |
| Lucille Lortel Awards               | Outstanding Featured Actor in a Musical                  | Ari’el Stachel                                             | Nomination |          |
| Lucille Lortel Awards               | Outstanding Musical                                      | Outstanding Musical                                        | Lauréat    |          |
| New York Drama Critics Circle Award | Best Musical                                             | Best Musical                                               | Lauréat    |          |
| Outer Critics Circle Awards         | Outstanding Actor in a Musical                           | Tony Shalhoub                                              | Nomination |          |
| Outer Critics Circle Awards         | Outstanding Actress in a Musical                         | Katrina Lenk                                               | Nomination |          |
| Outer Critics Circle Awards         | Outstanding Book of a Musical (Broadway or Off-Broadway) | Itamar Moses                                               | Nomination |          |
| Outer Critics Circle Awards         | Outstanding Director of a Musical                        | David Cromer                                               | Nomination |          |
| Outer Critics Circle Awards         | Outstanding New Off-Broadway Musical                     | Outstanding New Off-Broadway Musical                       | Lauréat    |          |
| Outer Critics Circle Awards         | Outstanding New Score (Broadway or Off-Broadway)         | David Yazbek                                               | Lauréat    |          |
| Outer Critics Circle Awards         | Outstanding Orchestrations (Broadway or Off-Broadway)    | Jamshied Sharifi                                           | Nomination |          |
| Theatre World Award                 | Dorothy Loudon Award for Excellence in the Theater       | Katrina Lenk                                               | Lauréat    |          |
| Off-Broadway Alliance Awards        | Outstanding Musical                                      | Outstanding Musical                                        | Nomination |          |
| Obie Award                          | Obie Award for Musical Theatre                           | Itamar Moses (livret) et David Yazbek (musique et paroles) | Lauréat    |          |
| Obie Award                          | Obie Award for Directing                                 | David Cromer                                               | Lauréat    |          |

### Production originale de Broadway
| Année | Récompense         | Catégorie                                                    | Nommé                                                        | Résultat   |
| ----- | ------------------ | ------------------------------------------------------------ | ------------------------------------------------------------ | ---------- |
| 2018  | Tony Award         | Best Musical                                                 | Best Musical                                                 | Lauréat    |
| 2018  | Tony Award         | Best Book of a Musical                                       | Itamar Moses                                                 | Lauréat    |
| 2018  | Tony Award         | Best Original Score                                          | David Yazbek                                                 | Lauréat    |
| 2018  | Tony Award         | Best Actor in a Musical                                      | Tony Shalhoub                                                | Lauréat    |
| 2018  | Tony Award         | Best Actress in a Musical                                    | Katrina Lenk                                                 | Lauréat    |
| 2018  | Tony Award         | Best Featured Actor in a Musical                             | Ari'el Stachel                                               | Lauréat    |
| 2018  | Tony Award         | Best Scenic Design in a Musical                              | Scott Pask                                                   | Nomination |
| 2018  | Tony Award         | Best Lighting Design in a Musical                            | Tyler Micoleau                                               | Lauréat    |
| 2018  | Tony Award         | Best Sound Design in a Musical                               | Kai Harada                                                   | Lauréat    |
| 2018  | Tony Award         | Best Direction of a Musical                                  | David Cromer                                                 | Lauréat    |
| 2018  | Tony Award         | Best Orchestrations                                          | Jamshied Sharifi                                             | Lauréat    |
| 2018  | Drama League Award | Outstanding Production of a Broadway or Off-Broadway Musical | Outstanding Production of a Broadway or Off-Broadway Musical | Lauréat    |
| 2018  | Drama League Award | Distinguished Performance Award                              | Katrina Lenk                                                 | Nomination |
| 2018  | Drama League Award | Distinguished Performance Award                              | Tony Shalhoub                                                | Nomination |
| 2018  | Drama Desk Award   | Outstanding Sound Design in a Musical                        | Kai Harada                                                   | Lauréat    |
| 2019  | Grammy Award       | Best Musical Theater Album                                   | Best Musical Theater Album                                   | Lauréat    |
| 2019  | Daytime Emmy Award | Outstanding Musical Performance in a Daytime Program         | The Cast of The Band's Visit sur Today                       | Lauréat    |